# Хушенга
Ху́шенга (рос. Хушенга) — село у складі Хілоцького району Забайкальського краю, Росія. Адміністративний центр Хушенгинського сільського поселення.

## Населення
Населення — 1770 осіб (2010; 1858 у 2002).
Національний склад (станом на 2002 рік):
- росіяни — 98 %